# Assat
Assat ist eine französische Gemeinde mit 2.055 Einwohnern (Stand 1. Januar 2022) im Département Pyrénées-Atlantiques in der Region Nouvelle-Aquitaine. Sie gehört zum Arrondissement Pau und zum Gemeindeverband Pays de Nay. Die Eigenbezeichnung der Bewohner lautet Assatois.

## Geografie
Die Gemeinde Assat liegt in der historischen Provinz Béarn, acht Kilometer südöstlich von Pau und etwa 38 Kilometer nordwestlich von Lourdes im Vorland der Pyrenäen. Im Westen des Gemeindegebietes fließt der Gave de Pau, ein Nebenfluss des Adour. Assat grenzt an Meillon und Lée im Norden, Ousse im Nordosten, Artigueloutan im Osten, Bordes im Südosten, Baliros im Süden und Rontignon im Westen.

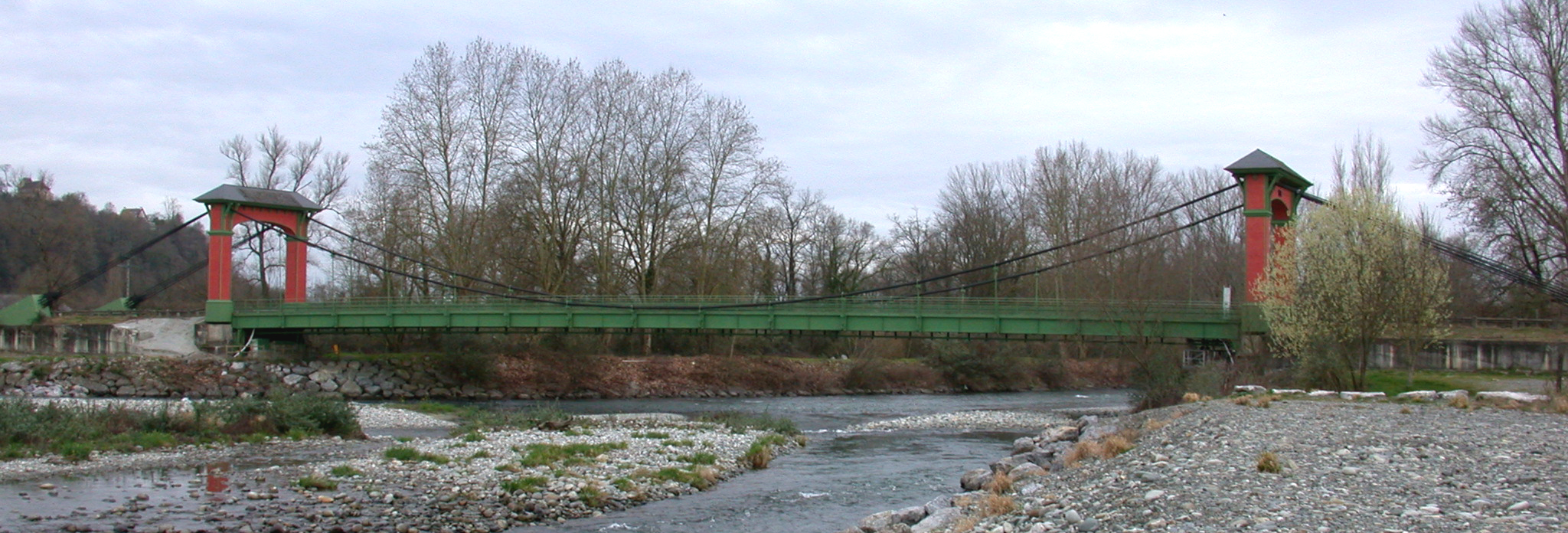
Brücke über den Gave de Pau in Assat

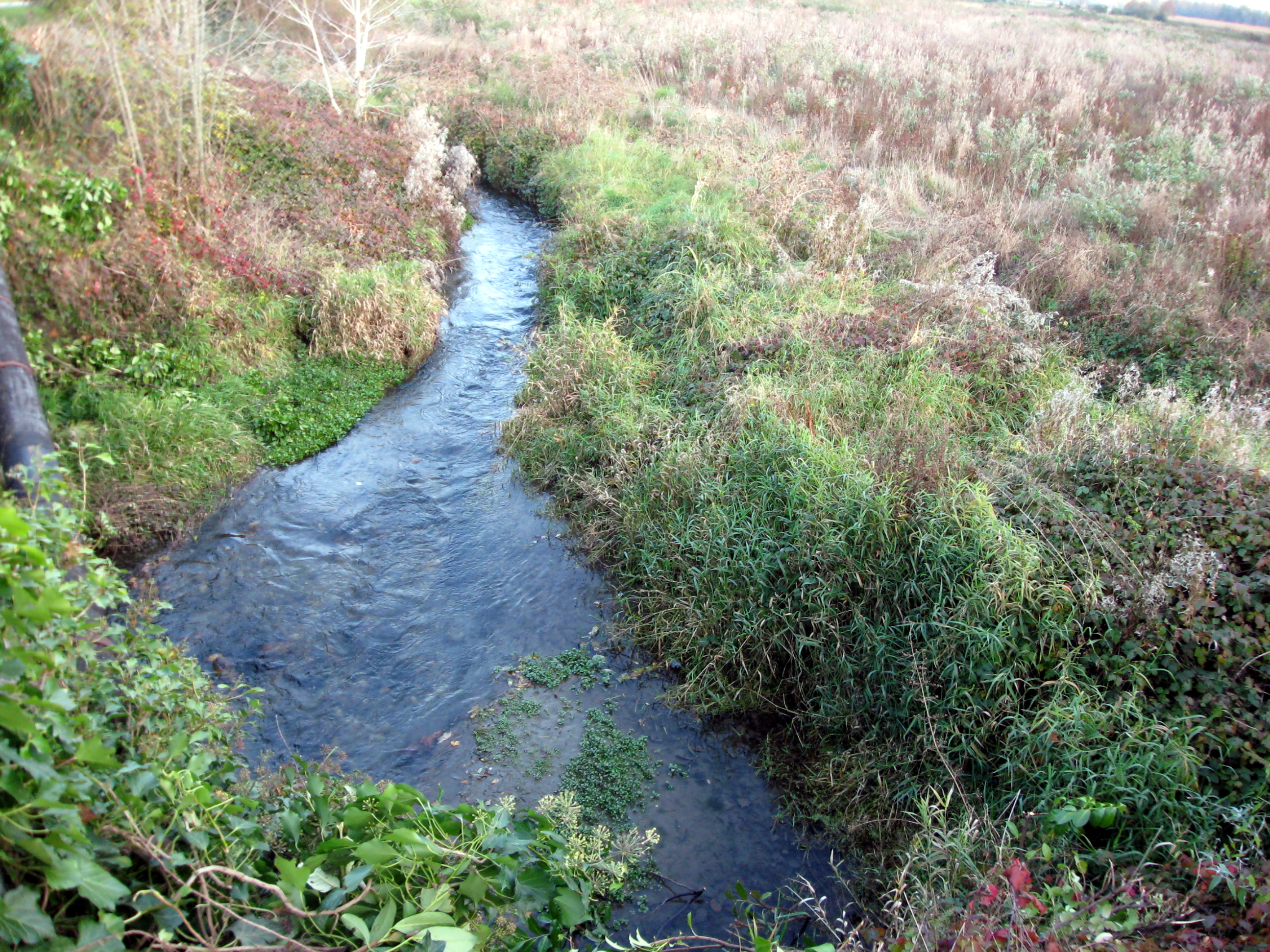
Canal d’Assat

Der Gave de Pau bildet teilweise die westliche Gemeindegrenze von Assat. Das Gemeindeareal umfasst einen Teil des drei Kilometer breiten Flusstales des Gave de Pau, an dessen östlichem Rand der Fluss Lagoin entlang fließt. Im Gave de Pau-Tal wurden einige Be- und Entwässerungskanäle sowie Mühlenzuflüsse angelegt, wie der Canal d’Assat.
Nach Nordosten hin reicht das Gemeindegebiet über den Flusslauf des Lagoin hinaus und erstreckt sich auf eine bewaldete Hügellandschaft (Bois d’Assat). Hier liegt mit 324 m über dem Meer der höchste Punkt der Gemeinde. Zur Gemeinde gehören neben dem Dorf Assat die Ortsteile Laforgue, Ruchelle, Bayne und La Judée.

## Bevölkerungsentwicklung
| Jahr      | 1962 | 1968 | 1975 | 1982 | 1990 | 1999 | 2006 | 2013 | 2021 |
| Einwohner | 721  | 740  | 865  | 1055 | 1244 | 1479 | 1624 | 1799 | 2042 |

Im Jahr 2021 wurde mit 2042 Bewohnern die bisher höchste Einwohnerzahl ermittelt. Die Zahlen basieren auf den Daten von INSEE.

## Sehenswürdigkeiten
- Das Schloss Assat (Château d’Assat) liegt im westlichen Teil des Dorfes nördlich des Friedhofs, an der Stelle der alten romanische Kirche von Assat. Das Gebäude mit einer Grundfläche von 21 × 16 m und mit einem Pyramidendach wird von einem rechteckigen Turm flankiert. Die Ursprünge des Schlosses (das Verlies) stammen aus dem 12. Jahrhundert. Das Schloss ist heute in Privatbesitz.[2]
- Markthalle aus dem 19. Jahrhundert
- Hängebrücke über den Gave de Pau aus dem Jahr 1938, 2005 restauriert
- Kriegerdenkmal aus dem Jahr 1923 aus weißem Stein mit einem aufgesetzten Kruzifix
- Gemeindesaal in der 1925 erbauten ehemaligen Mädchenschule im Art-déco-Stil

### Kirche St. Severus
- Ihre heutige Gestalt erhielt die Kirche St. Severus (Église Saint-Sèvère) im Jahr 1873, als eine Rekonstruktion aus Spendenmitteln der Gemeinde erfolgte, wobei auch eine Sakristei angebaut wurde. Die alte Kirche stammte aus dem Jahr 1624 und ersetzte einen wahrscheinlich romanischen Vorgängerbau, der zu weit vom Dorfzentrum entfernt lag, zu klein und baufällig war. Die neue Kirche wurde unter anderem aus Kalkstein gebaut, der im nahen Arudy gebrochen wurde. Der Glockenturm hat drei Ebenen. Die Kirchenfenster stammen aus der Toulouser Glaswerkstatt Louis Victor Gesta (1828–1894). Das Tympanon des Hauptportals zeigt ein Relief der Krönung der Jungfrau Maria.

Im Jahr 1895 erhielt die Sakristei sieben wertvolle Gemälde von den Erben eines bei Bankgeschäften in Mexiko reich gewordenen Bewohners von Assat.

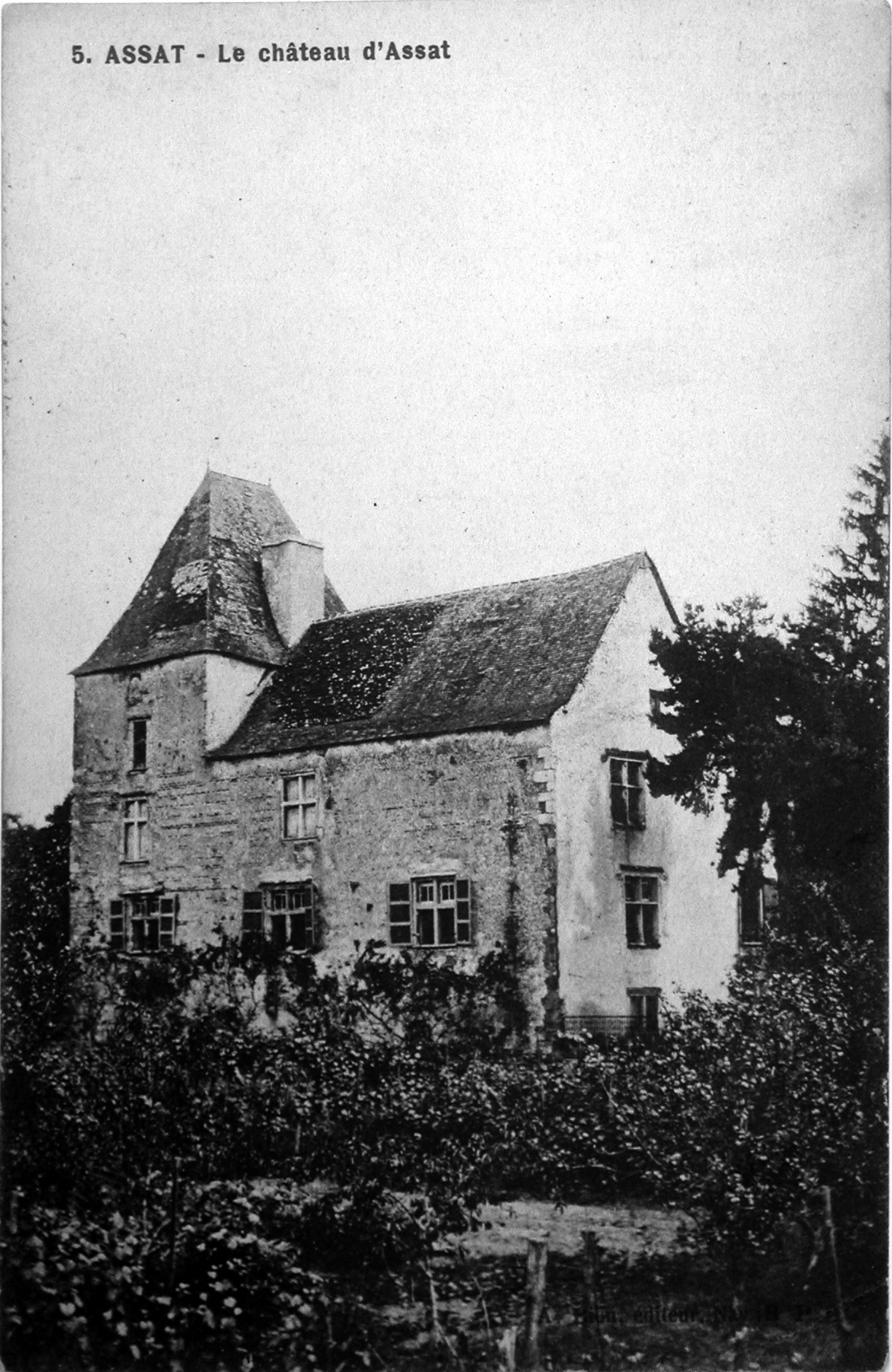
Schloss Assat Anfang des 20. Jahrhunderts
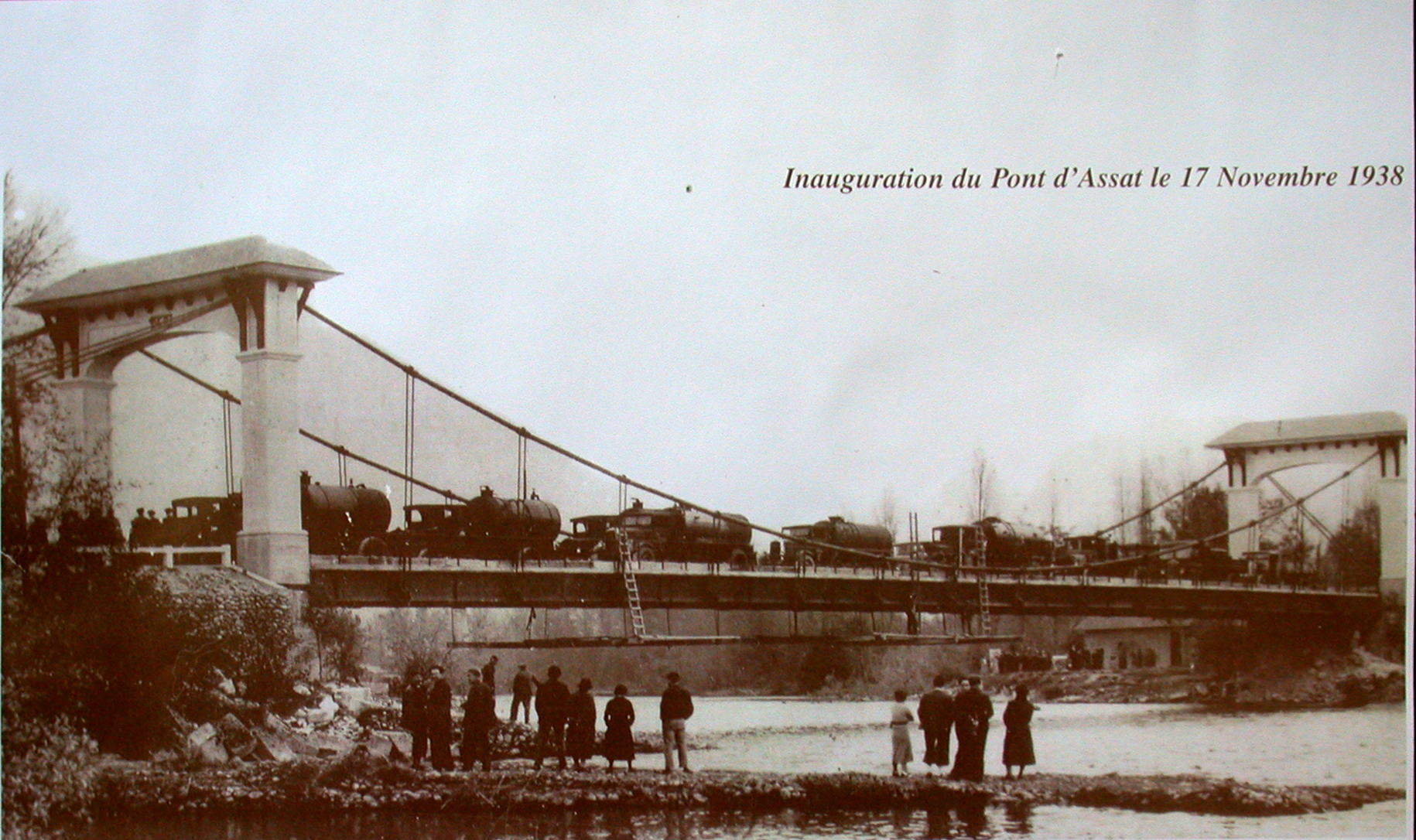
Einweihung der Hängebrücke über den Gave de Pau im Jahr 1938
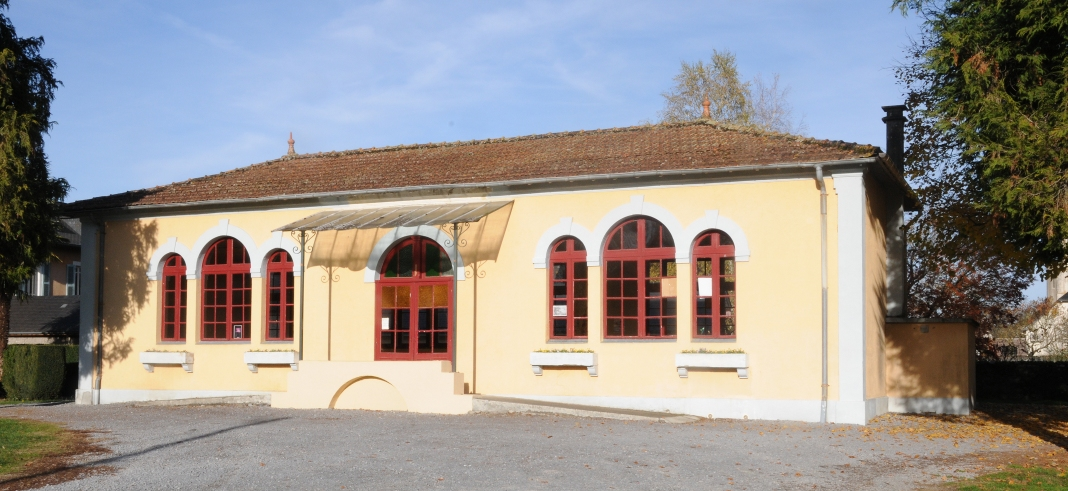
Gemeindesaal (Art déco-Stil)
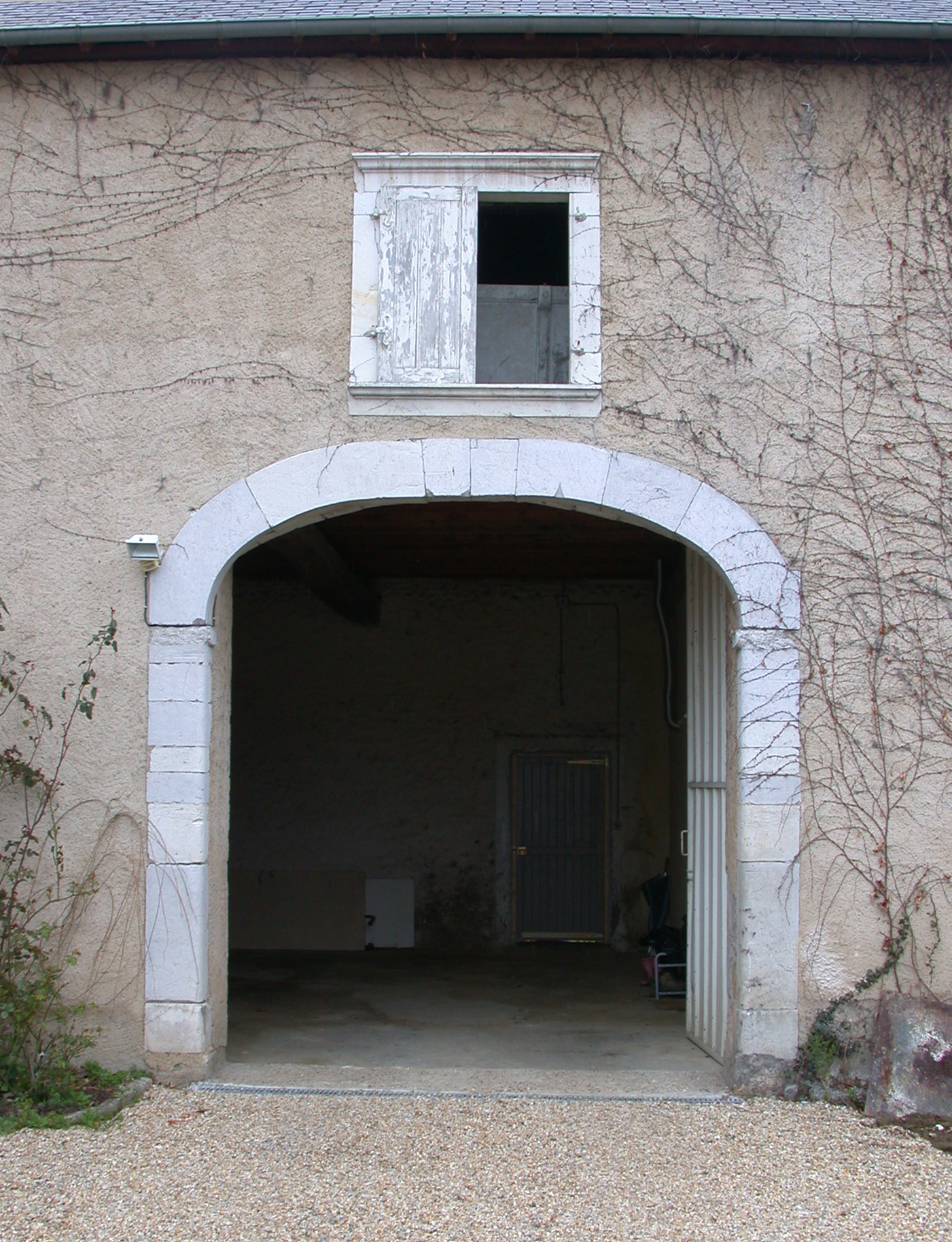
Für die Umgebung typisches Scheunentor

## Wirtschaft und Infrastruktur
In Teilen hat Assat eher Vorstadtcharakter für die nahe Stadt Pau mit den typischen Einkaufstempeln und Autohäusern. Abseits der Hauptstraßen wirkt Assat aber eher ländlich. In der Gemeinde sind 35 Landwirtschaftsbetriebe ansässig (Getreide- und Gemüseanbau, Milchviehhaltung, Pferde- und Schweinezucht).
Die Gemeinde Assat ist verkehrstechnisch gut erschlossen. Die Fernstraße D 937 verbindet Assat mit der Stadt Pau. Am nördlichen Stadtrand von Pau besteht ein Anschluss an die Autoroute A64. Der Bahnhof Assat liegt an der Bahnstrecke Toulouse–Bayonne.

## Belege
1. ↑  Assat auf INSEE
2. ↑  Eintrag in der Base Mérimée des Kulturministeriums. Abgerufen am 26. September 2015 (französisch).
3. ↑  Eintrag in der Base Mérimée des Kulturministeriums. Abgerufen am 26. September 2015 (französisch).
4. ↑  Eintrag in der Base Palissy des französischen Kulturministeriums (französisch)
5. ↑  Eintrag in der Base Palissy des französischen Kulturministeriums (französisch)
6. ↑  Eintrag in der Base Palissy des französischen Kulturministeriums (französisch)
7. ↑  Eintrag in der Base Palissy des französischen Kulturministeriums (französisch)
8. ↑  Eintrag in der Base Palissy des französischen Kulturministeriums (französisch)
9. ↑  Landwirtschaftsbetriebe auf annuaire-mairie.fr (französisch)